# Viburno rosso
Viburno rosso (in russo Калина красная?, Kalina krasnaja) è un film drammatico del 1974 scritto, diretto e interpretato da Vasilij Šukšin.
Nel 1975 è stato proiettato alla 25ª edizione del Festival di Berlino, nella sezione "Forum internazionale del nuovo cinema", aggiudicandosi tre riconoscimenti.

## Trama
Egor Prokudin torna al villaggio natale dopo aver scontato cinque anni di prigione per furto, determinato a rompere con il passato e rifarsi una vita accanto a Ljuba, con cui è stato in rapporti epistolari durante la prigionia. Col tempo anche gli abitanti del villaggio sembrano superare la diffidenza iniziale per l'ex condannato, tuttavia i suoi complici di un tempo si rifanno vivi, cercando di convincerlo a tornare con loro.

## Produzione
Vasilij Šukšin coltivava da tempo l'idea di girare un film sul rivoluzionario Sten'ka Razin, ma la Commissione di stato sovietica per il cinema aveva posto la condizione che prima di lavorare su un dramma storico, il regista avrebbe dovuto dirigere un film ambientato nel presente. Šukšin decise quindi di girare l'adattamento del racconto Kalina Krasnaja, che lui stesso aveva pubblicato sulla rivista Naš sovremennik.
Il film è stato girato a Belozersk, paese nell'oblast' di Vologda, e in alcuni villaggi limitrofi tra cui Sadovaja, Desjatovskaja e Krochino. Alcuni abitanti di questi villaggi hanno preso parte alle riprese come comparse.
Nel novembre 1973, mentre era impegnato nel montaggio Šukšin subì un grave attacco di ulcera peptica e dovette essere ricoverato. Dopo qualche giorno se ne andò di nascosto dall'ospedale per poter completare quello che sarebbe stato il suo ultimo film.

## Distribuzione
Il film è stato distribuito in Unione Sovietica a partire dal 25 marzo 1974.
Nel 1975, oltre che al Festival di Berlino è stato proiettato alla Los Angeles International Film Exposition e nel 1988 ha fatto parte della retrospettiva "Stories From Siberia: The Films of Vasilij Šukšin" al MoMA di New York e del programma del Toronto International Film Festival.

### Date di uscita
- Unione Sovietica (Калина красная) - 25 marzo 1974
- Francia (L'obier rouge) - 25 marzo 1974
- Repubblica Democratica Tedesca (Roter Holunder) - 26 settembre 1975
- Polonia (Kalina czerwona) - 6 ottobre 1975
- Argentina (El árbol rojo) - 23 ottobre 1975
- Ungheria (Vörös kányafa) - 6 novembre 1975
- Finlandia (Punainen heisipuu) - 7 novembre 1975
- Svezia (En kåkfarares öde) - 18 ottobre 1976

## Accoglienza
In Unione Sovietica il film è stato elogiato dalla critica ed è stato visto da circa 140 milioni di persone, diventando il maggior successo cinematografico del 1974. Lo stesso anno è stato votato come miglior film, e Šukšin come miglior attore, dai lettori della rivista Sovietskij ėkran.
Il regista tedesco Rainer Werner Fassbinder lo ha inserito al 10º posto nella classifica dei suoi film preferiti.

## Riconoscimenti
- 1974 - Vsesojuznyj kinofestival[9]

Primo premio "per l'originale e brillante talento come regista, sceneggiatore e attore" a Vasilij Šukšin
- 1975 - Festival internazionale del cinema di Berlino

Premio FIPRESCI (raccomandazione) a Vasilij Šukšin
Premio OCIC (raccomandazione) a Vasilij Šukšin
Premio INTERFILM (raccomandazione) a Vasilij Šukšin